# Terra preta
Terra preta (z jęz. portugalskiego „czarna ziemia” lub terra preta do Indio, czyli „czarna ziemia Indian”) – bardzo żyzna gleba („tropikalny czarnoziem”), bogata w związki organiczne i próchnicę, pozostałość po prekolumbijskim rolnictwie w dorzeczu Amazonki. 

## Geneza
Gęsta, bogata i gliniasta terra preta kontrastuje z resztą cienkich i ubogich ziem regionu. Wilgotny i gorący klimat Amazonii nie sprzyja gromadzeniu się materii organicznej, która bardzo szybko ulega rozkładowi, a znajdujące się w niej substancje odżywcze są natychmiast pobierane przez rośliny. W efekcie gleba jest kwaśna, uboga i zwykle ma żółtawą barwę. Po wykarczowaniu lasu szybko wyjaławia się i większość roślin uprawnych szybko na niej marnieje.
Pola terra preta w niektórych miejscach rozciągają się na wiele hektarów, więc od dawna próbowano wyjaśnić jaki proces glebotwórczy doprowadził do powstania tej żyznej i ciemnej gleby. Przypuszczano, że jest pochodzenia wulkanicznego lub że są to osady ze starych jezior lub resztki roślinne. W świetle najnowszych badań okazało się, że wytwarzali ją mieszkańcy tych terenów od kilku tysięcy lat, czyli Indianie okresu prekolumbijskiego. Kultury te, mieszkające na słabych rolniczo terenach, rozwinęły dość zaawansowane rolnictwo dzięki własnym działaniom agrotechnicznym. Terra preta wytworzono dzięki nawożeniu z użyciem nawozu zwierzęcego i innych nawozów organicznych, zwykle resztek ryb, kości zwierzęcych i odpadów roślinnych. Jednak kluczowym elementem terra preta, który nadaje jej ciemny kolor, jest węgiel drzewny. To on poprawia żyzność gleby i zapobiega wymywaniu z niej substancji odżywczych. Gleba okazała się tak stabilna i trwała, że wciąż istnieje, choć powstała przed setkami, a nawet tysiącami lat.
Długowieczność i żyzność tej gleby świadczy o tym, że ma ona wyjątkową zdolność do regeneracji. Trwają badania mające wykazać, jakie czynniki mają na to decydujący wpływ. Jednym z czynników jest niewątpliwie specyficzny skład zamieszkujących ją mikroorganizmów edafonu, które sprawiają, że wciąż akumuluje ona duże ilości substancji odżywczych.